# ふじみ野東
ふじみ野東（ふじみのひがし）は、埼玉県富士見市の町名。現行行政地名はふじみ野東一丁目から四丁目。郵便番号は354-0036。

## 地理
富士見市の西部に位置する。東武東上線ふじみ野駅東口のふじみ野市に囲まれたエリアである。駅名は「ふじみ野」で地名も「ふじみ野」であるが、富士見市に属することでしばしば話題になる。区画整理により街区道路が整備され、宅地化が進んでいる。

## 歴史

### 沿革
- 1993年（平成5年）11月15日 - ふじみ野駅開業[4]。
- 2002年（平成14年） - ふじみ野交流センターが開所する。
- 2010年（平成22年）5月1日 - 大字勝瀬の一部からふじみ野東一丁目〜 四丁目、ふじみ野西一丁目〜四丁目が成立[5]。

## 世帯数と人口
2017年（平成29年）9月30日現在の世帯数と人口は以下の通りである。
| 丁目             | 世帯数    | 人口    |
| ---------------- | --------- | ------- |
| ふじみ野東一丁目 | 970世帯   | 1,866人 |
| ふじみ野東二丁目 | 1,148世帯 | 2,622人 |
| ふじみ野東三丁目 | 511世帯   | 991人   |
| ふじみ野東四丁目 | 419世帯   | 932人   |
| 計               | 3,048世帯 | 6,411人 |

## 小・中学校の学区
市立小・中学校に通う場合、学区（校区）は以下の通りとなる。
| 丁目             | 番地 | 小学校                   | 中学校               |
| ---------------- | ---- | ------------------------ | -------------------- |
| ふじみ野東一丁目 | 全域 | 富士見市立ふじみ野小学校 | 富士見市立勝瀬中学校 |
| ふじみ野東二丁目 | 全域 | 富士見市立ふじみ野小学校 | 富士見市立勝瀬中学校 |
| ふじみ野東三丁目 | 全域 | 富士見市立ふじみ野小学校 | 富士見市立勝瀬中学校 |
| ふじみ野東四丁目 | 全域 | 富士見市立ふじみ野小学校 | 富士見市立勝瀬中学校 |

## 交通

### 鉄道
- 東武東上本線ふじみ野駅

### 道路
地内に国道および主要地方道・一般県道は通っていない。

## 施設
1丁目
- ピアザ☆ふじみ
- 東入間警察署ふじみ野駅前交番
- ふじみの公園
- 桔梗ヶ原緑地公園

2丁目
- シティヴェールふじみ野
- 慶櫻ふじみ保育園
- 稲荷久保公園

3丁目
- 勝瀬原記念公園
- ふじみ野交流センター
  - 富士見市立図書館ふじみ野分館
  - ふじみ野保育園
- 市民緑地 新田山

4丁目
- 富士見市立ふじみ野小学校

## 出身著名人
- 有安杏果（元ももいろクローバーZ） - 幼少期を現在のふじみ野東（当時は勝瀬の一部）で過ごした[7]。出生地は京都府[8]。